# Stazione di Copenaghen Aeroporto
La stazione dell’Aeroporto di Copenaghen (in danese Københavns Lufthavn Station, è una stazione ferroviaria di Regione di Copenaghen, in Danimarca. La stazione è gestita da Danske Statsbaner. Si trova sotto la stazione di Lufthavnen (metropolitana di Copenaghen).

## Servizi
La stazione si trova tra la stazione di Tårnby e la stazione di Hyllie.
Vi si fermano tutti i treni, sia regionali che nazionali e internazionali.